# Július Torma
 Július Torma (született Torma Gyula) (Budapest, 1922. március 7. – Prága, 1991. október 23.) magyar születésű csehszlovák olimpiai bajnok ökölvívó, edző.

## Sportpályafutása
Budapesten született és Magyarországon kezdett bokszolni. Mestere a Papp Lászlót is tréningező legendás edző Adler Zsigmond volt. Testfelépítése a 67 és a 75 kg-osok közötti szereplést tette lehetővé. A második világháborút követően lett csehszlovák sportoló.
Eredményeit tekintve hatszoros magyar és tízszeres csehszlovák bajnok. Résztvevője volt az 1948-as, az 1952-es és az 1956-os olimpiának. Ezek közül a legnagyobb sikerét 1948-ban, a Londonban rendezett olimpiai játékokon érte el, amikor az amerikai Horece Herring ellen megnyerte az olimpiai döntőt, és így váltósúlyú olimpiai bajnok lett. 1952-ben megint váltósúlyban indult, de nem jutott a döntőbe. A negyeddöntőben a lengyel Zygmunt Chychła állította meg. 1956-ban súlycsoportot váltott, és középsúlyúként indult. Itt első mérkőzését hozta, de chilei Ramón Tapia ellen már nem tudott győzni, aki kiütéssel legyőzte. Az aktív sportolói pályafutása után Prágában élt, és ott dolgozott edzőként.

### Olimpiai eredményei
1948 (Váltósúly)
- Győzelem Bene Gusztáv (Magyarország) pontozással
- Győzelem Clifford Blackburn (Kanada) KO
- Győzelem Aurelio Diaz Cadaveda (Spanyolország) diszkvalifikálták
- Győzelem Alessandro D’Ottavio (Olaszország) pontozással
- Győzelem Horece Herring (Amerikai Egyesült Államok) pontozással

1952 (Váltósúly)
- Győzelem John Patrick Maloney (Egyesült Királyság) 2-1
- Győzelem Louis Gage (Amerikai Egyesült Államok) 2-1
- Vesztett Zygmunt Chychła (Lengyelország) 1-2

1956 (Középsúly)
- Győzelem Howard Richter (Ausztrália) pontozással
- Vesztett Ramón Tapia (Chile) KO